# Novîi Mîr, Sovietskîi
Novîi Mîr (în ucraineană Новий Мир) este un sat în comuna Ceapaiivka din raionul Sovietskîi, Republica Autonomă Crimeea, Ucraina.

## Demografie
Componența lingvistică a localității Novîi Mîr
     Rusă (47,7%)
     Tătară crimeeană (36,96%)
     Ucraineană (12,97%)
     Alte limbi (0,98%)
Conform recensământului din 2001, nu exista o limbă vorbită de majoritatea populației, aceasta fiind compusă din vorbitori de rusă (47,7%), tătară crimeeană (36,96%) și ucraineană (12,97%).